# فتنه‌گر (فیلم ۲۰۲۳)
فتنه‌گر (به انگلیسی: Firebrand) فیلم درام تاریخی بریتانیایی محصول ۲۰۲۳ به کارگردانی کریم عینوز است. این فیلم برای نخستین بار در ۲۱ مهٔ ۲۰۲۳ جشنواره فیلم کن ۲۰۲۳ نمایش داده شد و برای نخل طلا در رقابت بود.

## طرح داستان
این فیلم به کاترین پار، ششمین و آخرین همسر هنری هشتم، می‌پردازد.

## بازیگران
- آلیسیا ویکاندر در نقش کاترین پار
- جود لا در نقش هنری هشتم
- سم رایلی در نقش توماس سیمور
- ادی مارسن در نقش ادوارد سیمور
- سایمون راسل بیل در نقش استیون گاردینر
- ارین دوهرتی در نقش آن اسکیو
- روبی بنتال در نقش کت
- برایونی هانا در نقش اِلن
- مایا جمت در نقش دات
- پتسی فران در نقش پرنسس ماری یکم
- جونیا ریس در نقش پرنسس الیزابت یکم
- هتی هینی در نقش مردیث
- عمرو واکد در نقش دکتر مولای الفارابی

## تولید
این فیلم در بازار فیلم ۲۰۲۱ آمریکا معرفی شد. کریم عینوز قرار بود کارگردانی کند و میشل ویلیامز و جود لاو بازیگران اصلی آن بودند. در مارس ۲۰۲۲، آلیسیا ویکاندر به بازیگران پیوست و جایگزین ویلیامز شد. در ماه مهٔ همان سال، سم رایلی، ادی مارسن، سایمون راسل بیل و ارین دوهرتی از دیگر بازیگران معرفی شده برای این فیلم بودند.
تصویربرداری اصلی از آوریل ۲۰۲۲ آغاز شده بود و تولید تا ژوئن در هادون هال در باکول، داربی‌شر ادامه داشت.

## انتشار
این فیلم نخستین بار در ۲۱ مهٔ ۲۰۲۳ در جشنواره فیلم کن ۲۰۲۳ نمایش داده شد.